# Matinecock
Matinecock es una villa ubicada en el condado de Nassau en el estado estadounidense de Nueva York. En el año 2000 tenía una población de 836 habitantes y una densidad poblacional de 121,8 personas por km². Matinecock se encuentra dentro del pueblo de Oyster Bay.

## Geografía
Matinecock se encuentra ubicada en las coordenadas 40°52′20″N 73°35′4″O / 40.87222, -73.58444. Según la Oficina del Censo, la ciudad tiene un área total de 6,9 km² (2,7 mi²), de la cual 6,9 km² (2,7 mi²) es tierra y 0 km² (0 mi²) (0%) es agua.

## Demografía
Según la Oficina del Censo en 2000 los ingresos medios por hogar en la localidad eran de $135,922, y los ingresos medios por familia eran $171,832. Los hombres tenían unos ingresos medios de $100,000 frente a los $36,042 para las mujeres. La renta per cápita para la localidad era de $93,559. Alrededor del 4.1% de la población estaban por debajo del umbral de pobreza.